# Bruce Fraser
Bruce Austin Fraser, (5 de febrero de 1888 - 12 de febrero de 1981) fue un alto oficial de la Royal Navy, donde alcanzó el grado de Admiral of the Fleet. Sirvió en la Primera Guerra Mundial, entró en acción durante la Campaña de Galípoli y participó en el internamiento de la Flota Alemana de Alta Mar al final de la guerra. También sirvió en la Segunda Guerra Mundial, inicialmente como Tercer Señor del Mar y Controlador de la Armada y luego como segundo al mando y luego como comandante de la Home Fleet, liderando la fuerza que destruyó el acorazado alemán Scharnhorst. Pasó a ser Primer Lord del Mar y Jefe del Estado Mayor Naval, cargo en el que ayudó a establecer la OTAN y aceptó el principio de que el Comandante Supremo Aliado del Atlántico (SACLANT) debería ser un almirante estadounidense, frente a la feroz oposición británica.

## Carrera temprana
Nacido como hijo del general Alexander Fraser y Monica Stores Fraser (de soltera Smith), Fraser se educó en Bradfield College. Se enroló en la Royal Navy como cadete en el buque escuela HMS Britannia en septiembre de 1902 y seguidamente como guardiamarina en el acorazado HMS Hannibal en la Flota del Canal el 15 de enero de 1904. Se transfirió al acorazado HMS Prince George de la misma flota en febrero de 1905 y, habiendo sido confirmado en el empleo de Sub-lieutenant el 15 de marzo de 1907, se unió al acorazado HMS Triumph en mayo de 1907. Fue destinado al destructor HMS Gypsy en septiembre de 1907 y, tras haber sido ascendido a lieutenant el 15 de marzo de 1908, se trasladó al crucero HMS Lancaster en la Flota del Mediterráneo.
Fraser fue destinado a la Home Fleet en agosto de 1910 y permaneció allí sirviendo en el HMS Boadicea hasta julio de 1911, cuando se unió al HMS Excellent, la escuela de artillería de la Royal Navy en la isla Whale en Portsmouth, donde comenzó el "curso largo" para obtener la capacitación como especialista en oficial de artillería. Asistió al Curso Avanzado de Artillería en el Royal Naval College de Greenwich, en 1912 y luego se unió al personal instructor del HMS Excellent en 1913.

## Primera Guerra Mundial
Fraser sirvió en la Primera Guerra Mundial, inicialmente en el crucero HMS Minerva brindando apoyo con disparos navales durante la Campaña de Galípoli y luego transportando tropas para proteger la frontera occidental de Egipto. Regresó a la base HMS Excellent a principios de 1916 y, tras haber sido ascendido a Lieutenant commander el 15 de marzo de 1916, se unió al acorazado HMS Resolution como oficial de artillería a finales de año. Pasó el resto de la guerra con la Gran Flota y participó en el internamiento de la Hochseeflotte alemana en Scapa Flow en noviembre de 1918.

## Periodo de entreguerras
Después de la guerra y tras su ascenso a Commander el 30 de junio de 1919 y su nombramiento como Oficial de la Orden del Imperio Británico (OBE) el 17 de julio de 1919 por sus servicios como oficial de artillería a bordo del HMS Resolution del 1.er Escuadrón de Batalla, Fraser se ofreció como voluntario para servir en la Flotilla Blanca del Caspio; sin embargo, a su llegada a Azerbaiyán como parte de la Misión de la Royal Navy de 1920 a Enzeli, fue capturado y encarcelado por los bolcheviques hasta su liberación en noviembre de 1920. Luego regresó a la base HMS Excellent antes de unirse al Departamento de Artillería Naval del Almirantazgo en junio de 1922. Se convirtió en Oficial de Artillería de la Flota del Mediterráneo en diciembre de 1924 y, tras haber sido ascendido a Captain el 30 de junio de 1926, se convirtió en Jefe de la División Táctica del Almirantazgo en enero de 1927. Fue designado para comandar el crucero HMS Effingham en la Estación de las Indias Orientales en septiembre de 1929 y luego se convirtió en Director del Departamento de Artillería Naval del Almirantazgo en julio de 1933.
Fraser regresó al mar para tomar el mando del portaviones HMS Glorious en mayo de 1936 y luego se convirtió en jefe de personal de los portaaviones oficiales de bandera en 1937. Alcanzó el rango de Rear Admiral el 11 de enero de 1938 y fue nombrado jefe de personal del comandante en jefe de la Flota del Mediterráneo en abril de 1938. Fue nombrado Compañero de la Orden del Baño en los Honores de Año Nuevo de 1939.

## Segunda Guerra Mundial

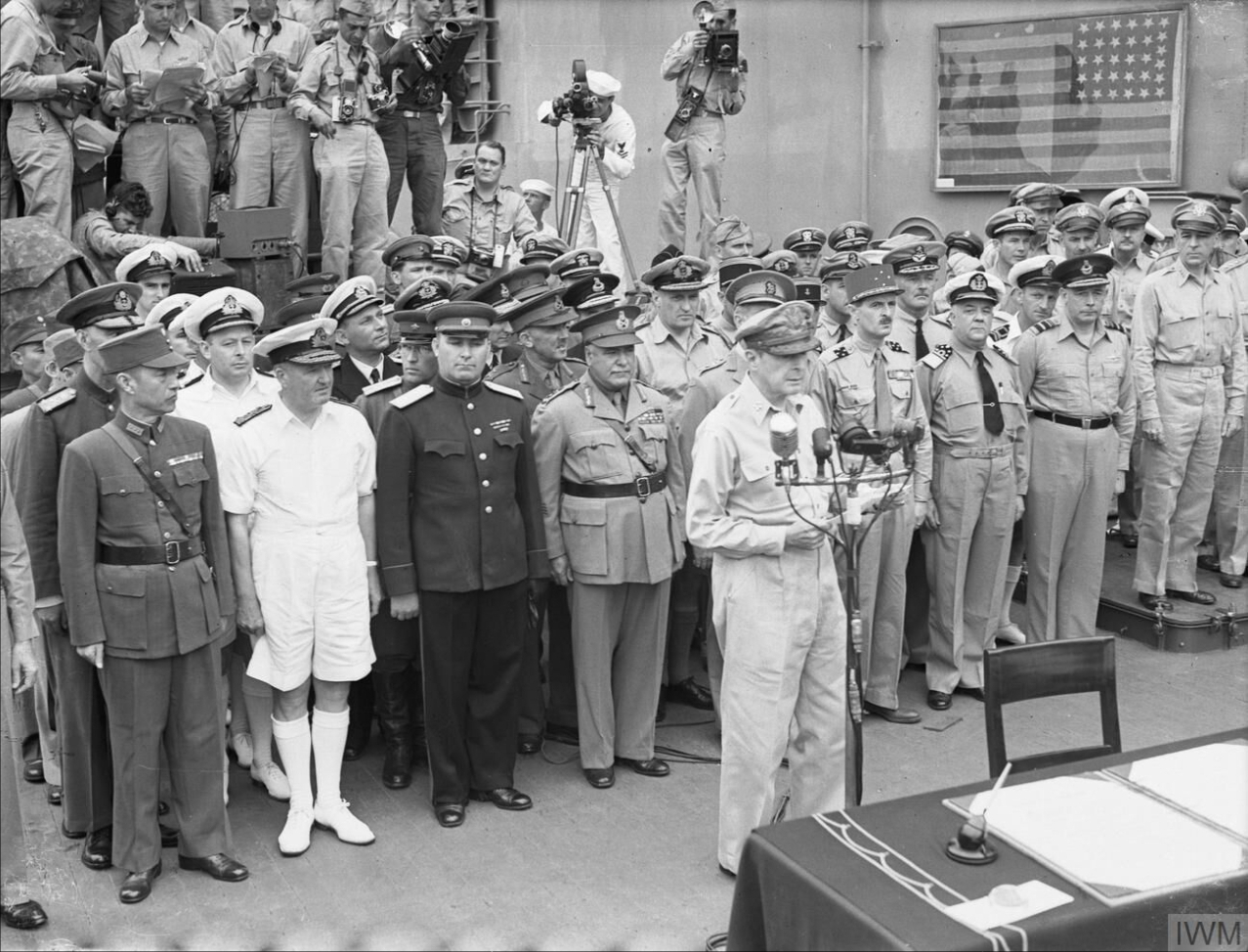
Bruce Fraser (segundo por la izquierda en la primera fila) escuchando los términos de la rendición del Japón, leídos por el general McArthur, el 2 de septiembre de 1945 a bordo del USS Missouri

En marzo de 1939, poco antes del inicio de la Segunda Guerra Mundial, Fraser fue nombrado Tercer Lord del Mar y Controlador de la Armada. Ascendido a Vice Admiral el 8 de mayo de 1940, fue ascendido a Caballero Comendador de la Orden del Imperio Británico (KBE) en los Honores de Cumpleaños de 1941 y se convirtió en segundo al mando de la Home Fleet y Oficial de Bandera de su 2.º Escuadrón de Batalla, en junio de 1942. Fue nombrado Gran Oficial de la Orden neerlandesa de Orange-Nassau el 19 de enero de 1943.
Fraser fue nombrado Comandante en Jefe de la Home Fleet en mayo de 1943 y nombrado Caballero Comendador de la Orden del Baño (KCB) en los Honores del Cumpleaños de 1943. En el papel de Comandante en Jefe de la Home Fleet, comandó la fuerza de la Royal Navy que destruyó el acorazado alemán Scharnhorst en la Batalla del Cabo Norte el 26 de diciembre de 1943. Unidades de la Home Fleet escoltaban regularmente convoyes a Murmansk en la Unión Soviética: Fraser estaba convencido de que el Scharnhorst intentaría un ataque al Convoy JW 55B y se hizo a la mar en su buque insignia HMS Duke of York para alcanzar una posición entre el convoy y la base del acorazado alemán en el norte de Noruega. El Scharnhorst vio su capacidad de lucha disminuida por repetidos ataques del Duke of York y su velocidad se redujo por un proyectil de 14 pulgadas que impactó en una sala de calderas, lo que le privó de la capacidad de escapar. Luego fue alcanzado por una oleada inicial de cuatro torpedos y, después de disparos concentrados y nuevos ataques con torpedos, hudiéndose a las 7:45 pm de esa noche. Así, Fraser vengó la destrucción de su antiguo mando, el HMS Glorious, a manos del Scharnhorst tres años antes. Después de la acción, Fraser y su flota regresaron a Murmansk para repostar combustible.
Por esta acción fue ascendido a Caballero de la Gran Cruz de la Orden del Baño el 5 de enero de 1944, y recibió la Orden Rusa de Suvorov de Primer Grado el 25 de febrero.
Ascendido a Admiral
 el 7 de febrero de 1944, Fraser tomó el mando de la Eastern Fleet en agosto de 1944 y luego de la Flota británica del Pacífico en diciembre de 1944. Estuvo al mando desde tierra en su cuartel general en Sídney, Australia, y construyó una sólida relación con la Armada de los Estados Unidos, adoptando su sistema de comunicaciones por señales. Fraser fue el signatario británico del Acta de Rendición de Japón en la Bahía de Tokio el 2 de septiembre de 1945.

## Últimos años
Con efectividad del 27 de abril de 1946, Fraser fue nombrado primer y principal ayudante de campo naval del rey Jorge VI y, en septiembre, fue elevado a la nobleza como Barón Fraser of North Cape, de Molesey en el condado de Surrey. Se convirtió en Comandante en Jefe de Portsmouth en septiembre de 1947 y Primer Señor del Mar y Jefe del Estado Mayor Naval en septiembre de 1948, y fue ascendido al rango de Admiral of the Fleet el 22 de octubre. Como Primer Lord del Mar, ayudó a establecer la OTAN y aceptó el principio de que el Comandante Supremo Aliado Atlántico (SACLANT) debería ser un almirante estadounidense, frente a la feroz oposición británica. Pasó a la reserva en diciembre de 1951 y falleció, soltero, en Londres el 12 de febrero de 1981, una semana después de su cumpleaños a la edad de 93 años, tras lo cual se extinguió el título nobiliario de Barón Fraser of North Cape.

## Empleos obtenidos
Midshipman (Guardiamarina) - 1904
 Sub-lieutenant - 15-03-1907 (provisional)
 Sub-lieutenant - 11-04-1908 (efectivo)
 Lieutenant - 03-07-1909
 Lieutenant commander - 15-03-1916
 Commander - 30-06-1919
 Captain - 30-06-1926
 Rear Admiral - 11-01-1938
 Vice Admiral - 08-05-1940
 Admiral - 07-02-1944
 Admiral of the Fleet - 22-10-1948

## Distinciones
- Oficial de la Orden del Imperio Británico —Officer of the Most Excellent Order of the British Empire (OBE)— 17 de julio de 1919.
- Compañero de la Orden del Baño —Companion of the Order of the Bath (CB).— 2 de enero de 1939.
- Caballero Comendador de la Orden del Imperio Británico —Knight Commander of the Most Excellent Order of the British Empire (KBE)— 1 de julio de 1941.
- Gran Oficial de la Orden de Orange-Nassau —Grand Officer of the Dutch Order of Orange-Nassau– 19 de enero de 1943.
- Caballero Comendador de la Orden del Baño —Knight Commander of the Order of the Bath (KCB).— 1943.
- Caballero Gran Cruz de la Orden del Baño —Knight Grand Cross of the Order of the Bath of the Order of the Bath (GCB).— 5 de enero de 1944.
- Medalla de la Orden de Suvórov de 1ª clase —Order of Suvorov, First Degree.— 29 de febrero de 1944.
- Nombrado I Barón Fraser del Cabo Norte —1st Baron Fraser of North Cape— (septiembre 1946)
- Gran Cruz de la Real Orden de San Olaf —Grand Cross, Den Kongelige Norske Sankt Olavs Orden — 13 de enero de 1948.

## Cargos
| Cargos mililtares                 |                                                                                |                                  |
| Predecesor: Reginald Henderson    | Tercer Lord del Mar y Controlador de la Armada 1939–1942                       | Sucesor: Frederic Wake-Walker    |
| Predecesor: John Tovey            | Comandante en Jefe de la Home Fleet Mayo de 1943–Junio de1944                  | Sucesor: Henry Ruthven Moore     |
| Predecesor: James Somerville      | Comandante en Jefe de la Flota Oriental 22 de agosto de 1944–Diciembre de 1944 | Sucesor: Arthur Power            |
| Predecesor: unidad militar creada | Comandante en Jefe de la Flota británica del Pacífico 1944–1945                | Sucesor: unidad militar disuelta |
| Predecesor: Geoffrey Layton       | Mando Naval de Portsmouth 1947–1948                                            | Sucesor: Algernon Willis         |
| Predecesor: John Cunningham       | Primer Lord del Mar 1948–1951                                                  | Sucesor: Rhoderick McGrigor      |
| Cargos honorarios                 |                                                                                |                                  |
| Predecesor: John Tovey            | Primer y Principal Ayudante de Campo del Rey Jorge VI (Naval) 1946–1948        | Sucesor: Henry Ruthven Moore     |
| Títulos nobiliarios               |                                                                                |                                  |
| Predecesor: título creado         | I Barón Fraser del Cabo Norte 1946–1981                                        | Sucesor: título extinguido       |